# Chlístov (Nadějkov)
Chlístov (německy Chlistow) je malá vesnice, část obce Nadějkov v okrese Tábor v Jihočeském kraji. Nachází se asi 3,5 kilometru severně od Nadějkova. Je zde evidováno 9 adres. V roce 2011 zde trvale žilo devět obyvatel.
Chlístov leží v katastrálním území Chlístov u Nadějkova o rozloze 1,96 km².

## Historie
První písemná zmínka o vesnici pochází z roku 1389.

## Obyvatelstvo
| Rok            | 1869 | 1880 | 1890 | 1900 | 1910 | 1921 | 1930 | 1950 | 1961 | 1970 | 1980 | 1991 | 2001 | 2011 | 2021 |
| -------------- | ---- | ---- | ---- | ---- | ---- | ---- | ---- | ---- | ---- | ---- | ---- | ---- | ---- | ---- | ---- |
| Počet obyvatel | 97   | 90   | 83   | 73   | 65   | 49   | 58   | 43   | 38   | 33   | 24   | 13   | 9    | 9    | 6    |
| Počet domů     | 11   | 10   | 10   | 10   | 10   | 10   | 11   | 10   | 9    | 8    | 6    | 7    | 10   | 10   | 9    |

## Obecní správa
Při sčítání lidu v letech 1850–1959 Chlístov byl osadou obce Nosetín, se kterým patřil nejprve do okresu Sedlčany, ale v roce 1950 v okrese Milevsko. Od roku 1960 je částí obce Nadějkov v okrese Písek, ale od 24. listopadu 1990 v okrese Tábor.

## Pamětihodnosti
- V obci se nalézá zděná kaple se zvoničkou. Je zasvěcená Panně Marii. Nad prosklenou nikou je v půlkruhu tento nápis: Svatá Maria oroduj za nás.
- U komunikace do obce, na křižovatce Chyšky–Prčice–Nadějkov se nachází vysoký kamenný kříž. Na jeho podstavci je monogram J D a datace 1881 nebo 1887.
- U komunikace z obce se nalézá litinový kříž na kamenném podstavci. Podstavec je zdobený motivem kalicha. Ve střední části kříže na zdobné desce je tento nápis: Pochválen buď Ježíš Kristus JZZ 1876
- Chlístovské menhiry – trojice žulových menhirů z doby kamenné, stojící v půlkruhu na západním svahu Javorové skály[10][11]

## Galerie

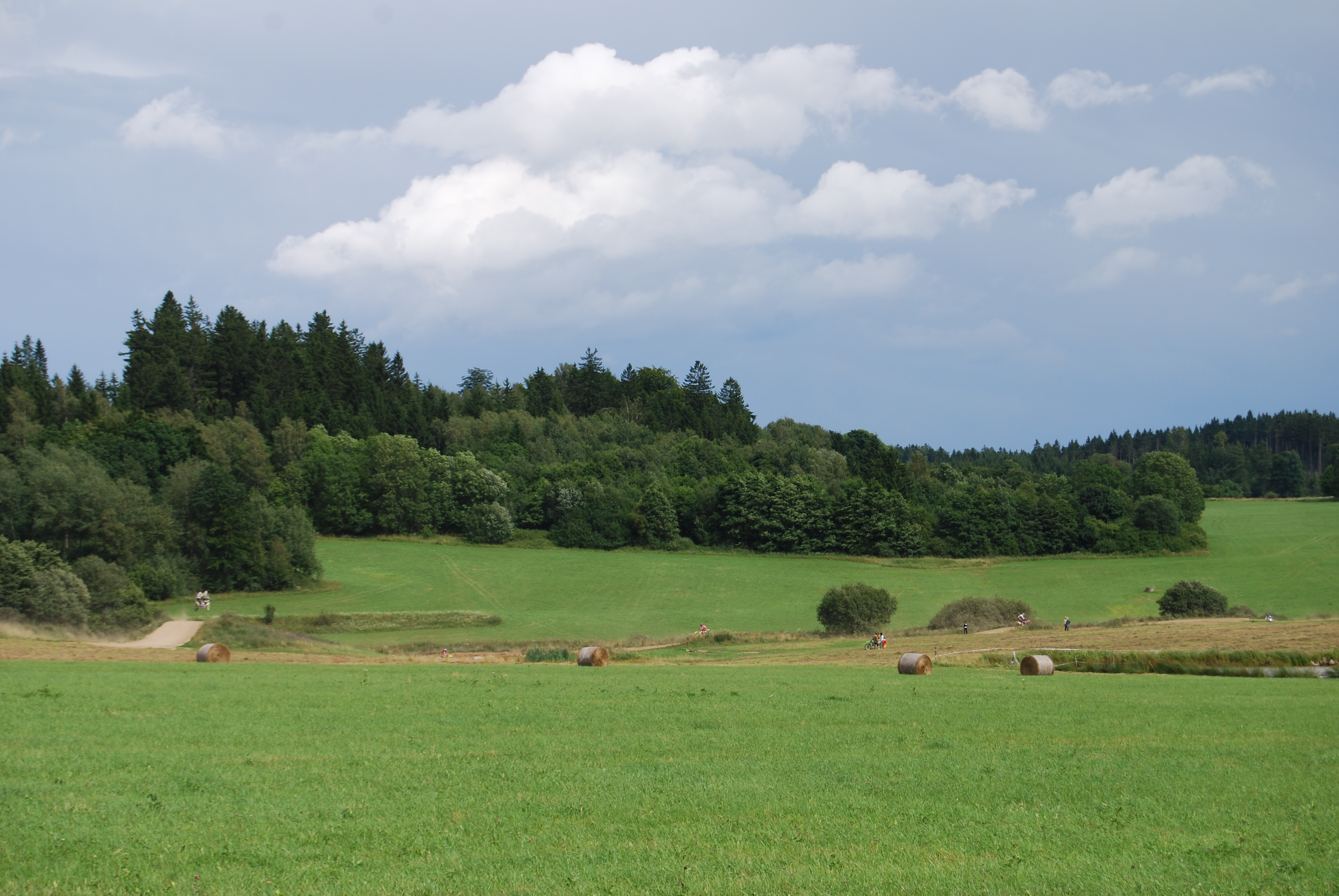
Pohled na motokrosovou dráhu u obce
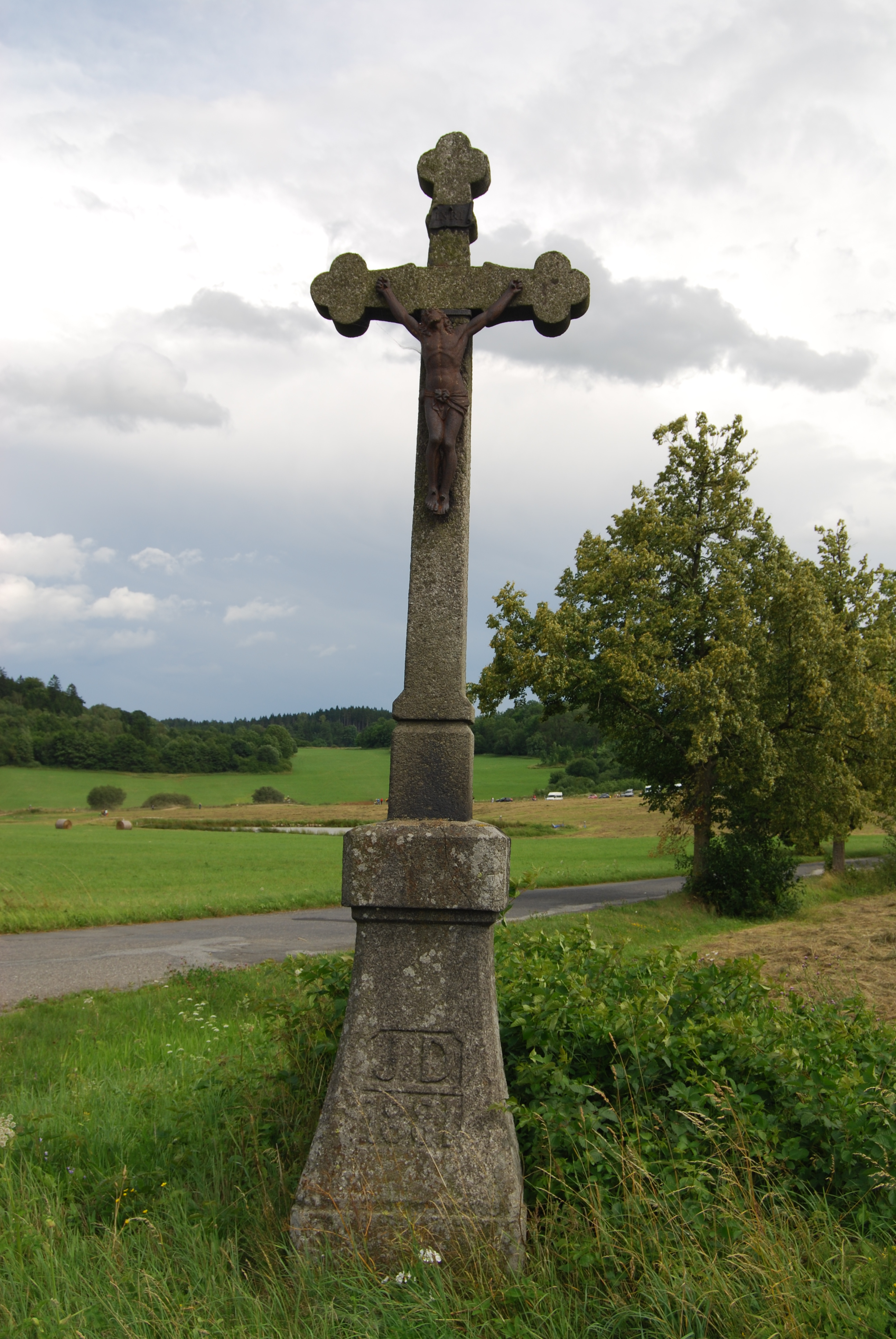
Kříž na křižovatce
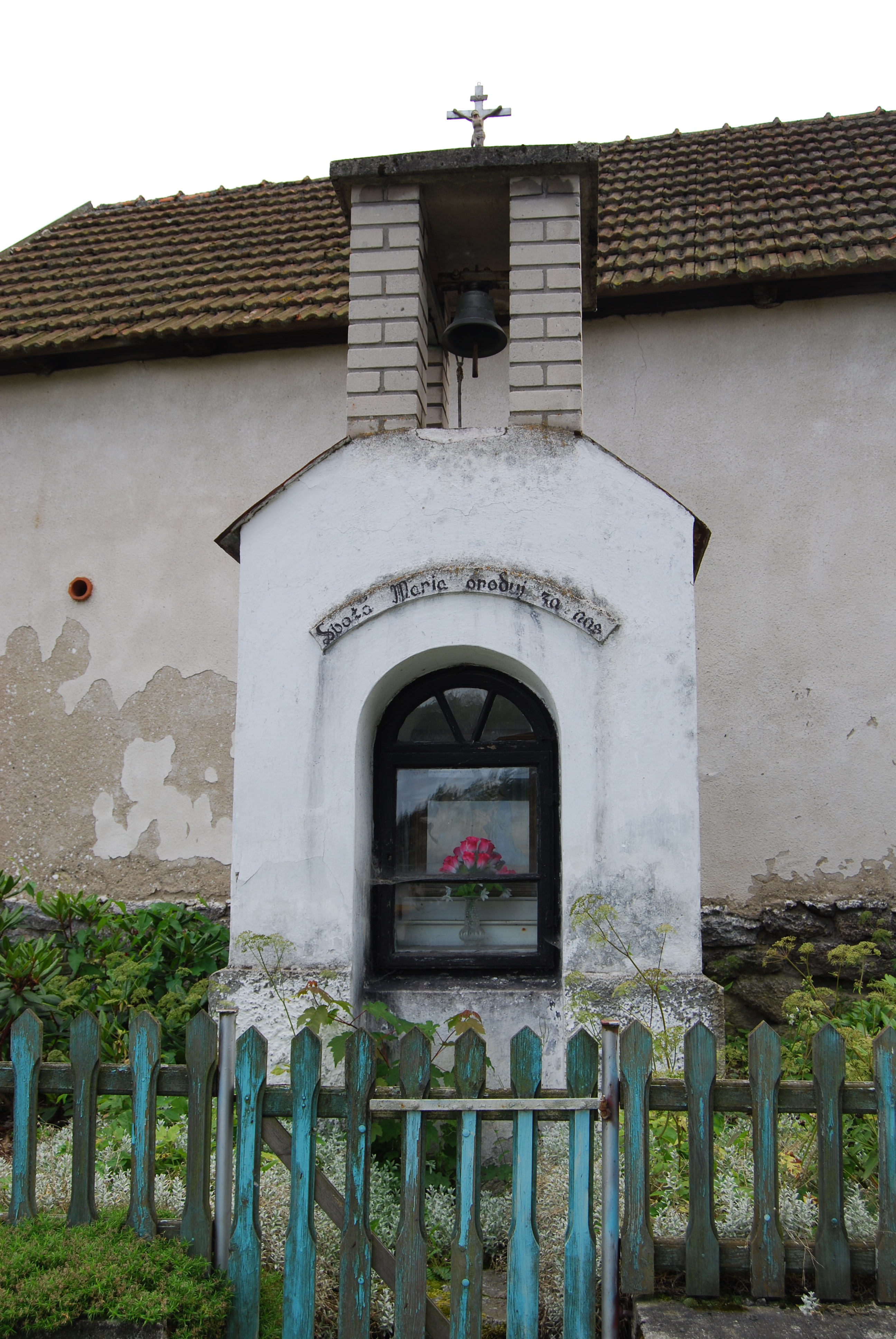
Zděná kaple v obci
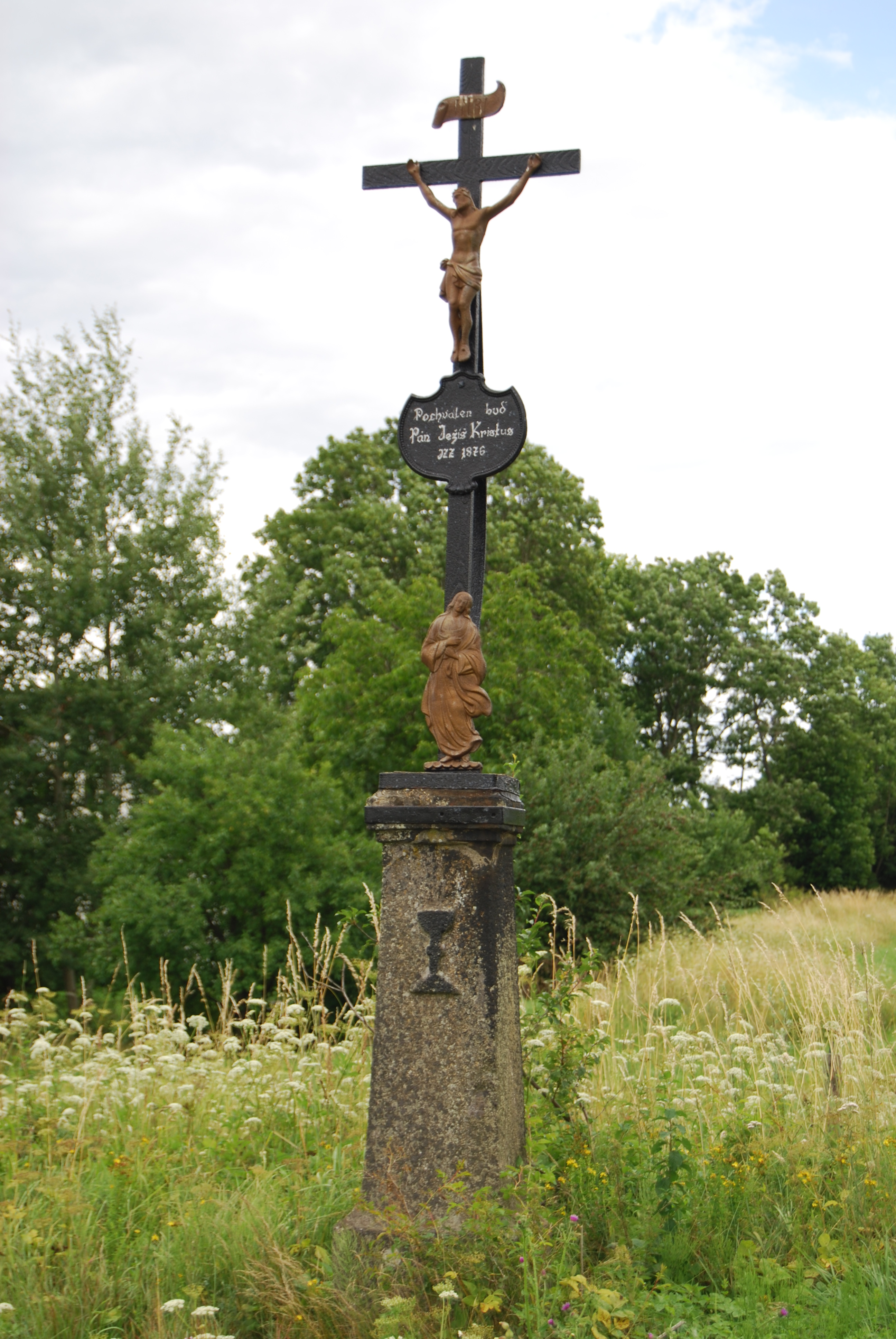
Kříž za obcí